# Merenptah
Baenra Meryamón - Merenptah, o Merneptah fue el cuarto faraón de la dinastía XIX de Egipto. Su reinado, alrededor de diez años, transcurre entre c. 1213 a. C. y 1203 a. C. Su nombre de nacimiento significa "Querido por Ptah, la alegría es la verdad", mientras que su nombre de faraón significa "El alma de Ra, querido por los dioses’".

## Biografía
Merenptah es el decimotercer hijo de Ramsés II, y cuarto de su segunda esposa Isis-Nefert; fue el destinado a la sucesión debido a la muerte de sus hermanos mayores. Estaba casado desde su juventud con su hermana Isis-Nefert II, y también contrajo nupcias con su sobrina Bint-Anat II, nacida de la relación incestuosa de su padre con una de sus hijas. La comunidad de egiptólogos suele coincidir en que Merenptah fue el padre de Seti II, así como de los príncipes Jaemuaset, Merenptah.
No se conocen datos de su biografía hasta el 40.º año de reinado de su padre, cuando fue nombrado general del ejército. Se convirtió en heredero hacia el 45.º año de reinado de su padre, cuando Ramsés II tenía unos 69 años. Probablemente, debido a la avanzada edad de su padre, impropia para la época, ejerció funciones muy importantes antes de reinar.
Al acceder al trono era ya anciano, pues rondaba los sesenta años. Trasladó la capital de Pi-Ramsés, la capital de su padre, de vuelta a Menfis, donde construyó un palacio real cerca del templo de Ptah, palacio excavado en 1915. Su gobierno fue inestable y lleno de problemas. Los problemas internos comenzaban a acumularse, y hacía más de cincuenta años que Egipto no veía un monarca joven y enérgico que pudiera enfrentarse a la ambiciosa nobleza o, sobre todo, a los sumos sacerdotes de Amón, que rivalizaban en poder con el mismo faraón. Merenptah y Ramsés II son citados por algunas fuentes como el faraón que contendió con Moisés, el profeta israelita que pidió liberar a su pueblo de la esclavitud, pero otras fuentes verosímiles citan a un faraón anterior de fines de la Dinastía XIII, Dedumes, como el antagonista con Moisés.
Tras su muerte su sucesor fue uno de sus hijos, Seti II. Sin embargo, la sucesión estuvo disputada: un rey rival llamado Amenmeses, quizás otro hijo de Merenptah y hermanastro del propio Seti (o tal vez hijo de Seti), desde el sur, tomó el control de Tebas y de parte del Alto Egipto a mediados del reinado de Seti II, quien tuvo que recluirse en Pi-Ramsés. La rebelión de Amenmeses fue sofocada por Seti un par de años más tarde.

## Campañas militares
Aparte de sofocar una revuelta en Siria, Merenptah llevó a cabo muchas campañas militares durante su gobierno, luchando principalmente contra los libios, quienes, con la ayuda de los pueblos del mar, comenzaron a amenazar a Egipto desde el oeste. En el quinto año de su reinado, Merenptah dirigió una batalla de seis horas en la que logró la victoria contra las fuerzas aliadas de los libios y los pueblos del mar en la ciudad de Perira, probablemente situada en el margen occidental del delta.
El relato de esta campaña contra los libios y los pueblos del mar fue escrito en prosa sobre un muro al lado del sexto pilón en Karnak (Estela del Muro), a la vez que aparece en verso en la Estela de Merenptah. Al final de esta estela, Merenptah afirma que derrotó a todos los invasores, matando a 6000 soldados enemigos y tomando a 9000 prisioneros.

## Momia
El rey murió, probablemente de muerte natural, alrededor del año 1203 a. C., pero no encontraron su cuerpo dentro de su tumba, KV8. En 1898 descubrieron su momia junto a otras 18, dentro de la tumba-escondrijo KV35, de Amenhotep II.
La momia fue trasladada a El Cairo y analizada por el Dr. Elliott Smith. De este análisis pudo constatar que Merenptah era al momento del deceso un anciano de setenta años y 1,70 m de altura, que sufría de artrosis y arterioesclerosis, y que era casi completamente calvo. El aspecto general de su rostro recuerda al de Ramsés II, pero la forma y dimensiones de su cráneo coinciden mucho más con las de su abuelo, Seti I.

## Testimonios de su época
|                                                                 |
| Sarcófago de Merenptah, en la tumba KV8 del Valle de los Reyes. |

| |
| Base de columna del palacio de Merenptah, en Menfis, con su nombre grabado dentro de un cartucho: Baenra Meryamón. |

| |
| Estela de Merenptah, 1208 a. C. Material reutilizado. El anverso de esta pieza está tallada la estela de Amenofis III, y en el reverso está grabada la Estela de Merenptah. |

| |
| Texto de la Estela de Merenptah, 1208 a. C. Incluye la primera mención extra-bíblica de las gentes de Israel. |

Edificios
Palacio del rey en Menfis (Kitchen)
Su tumba hipogeo (KV8) en el Valle de los Reyes
Construcciones en Abidos (Kitchen)
La "columna de la victoria" en Heliópolis (Kitchen)
Varios monumentos en Pi-Ramsés (Kitchen)
Estelas
La "Estela de Merenptah" o "Estela de Israel" (Petrie)
La "Estela del muro" en Amada (Kitchen)
Cuatro estelas similares en Nubia (Amada, Amarah oeste, Uadi Sebua, Aksha) (Kitchen)
Estela de Kom el-Ahmar (Kitchen)
Estela de Hermópolis (Kitchen)
Decreto de Gebel el-Silsila oeste (Kitchen)
Inscripciones
Inscripción en Karnak referente a las guerras libias (Kitchen; Schulman)
Otras inscripciones en Karnak (Kitchen)
Inscripción en el templo pequeño de Medinet Habu (Kitchen)
Inscripciones en Hermópolis (Kitchen)
Inscripciones en varios bloques de Elefantina (Junge)
Como era costumbre durante el Imperio Nuevo de Egipto, faraones posteriores usurparon muchas de sus inscripciones reales.

## Merenptah y los israelitas

### Estela de Israel
La Estela de Merenptah o también llamada Estela de Israel es el primer testimonio extra-bíblico acerca de la presencia israelita en el levante mediterráneo. El texto se refiere a la campaña a Canaán llevada a cabo por Merenptah en el sexto año de su reinado. Esta estela, conocida también como "Estela de Israel", es la primera mención en la historiografía egipcia acerca de la existencia de la gente de Israel fuera de Egipto. H.W.F. Saggs observa en sus escritos académicos que:

La mención de la ciudad de Ramsés en Éxodo 1:11 en tanto que localidad de almacenaje, construida en parte por los esclavos israelitas, ofrece de hecho un indicio cronológico, dado que [hoy] es sabido que Ramsés II construyó una ciudad, Per-Ramsés [i.e., Pi-Ramsés], la cual se corresponde con el nombre proporcionado por la Biblia. Ello tiende a posicionar la esclavitud [de los hebreos] en Egipto y su salida de ese país en el s. XIII a. C. Es en ese mismo siglo que ocurre la primera mención extra-bíblica de Israel. Se trata de una inscripción del sucesor de Ramsés, Merenptah.
Le monde Juif d'avant l'Exil.

### En la Biblia
En el libro de Josué 15:9, 18:5 se hace mención de «el manantial de las aguas de Neftóah». Algunos estudiosos bíblicos confesionales, como los egiptólogos Kenneth Kitchen y James K. Hoffmeier, han sugerido que Neftóah supuestamente sería una transliteración y corrupción del nombre Merenptah. 

## Titulatura
| Titulatura | Jeroglífico | Transliteración (transcripción) - traducción - (referencias) |

| G5 |

| G5 |

| E2 · D40 | A28 | Aa15 · Aa11 · t | C10 |

| E2 · D40 | A28 | Aa15 · Aa11 · t | C10 |

| E2 · D40 | A28 | Aa15 · Aa11 · t | C10 |

| E2 · D40 | A28 | Aa15 · Aa11 · t | C10 |

| G5 |

| G5 |

| E2 · D40 | A28 | Aa15 · Aa11 · t | C10 |

| E2 · D40 | A28 | Aa15 · Aa11 · t | C10 |

| E2 · D40 | A28 | Aa15 · Aa11 · t | C10 |

| E2 · D40 | A28 | Aa15 · Aa11 · t | C10 |

| G16 |

| G16 |

| D4 · G30 | Z3 | r · N17 · Z1 · N21 | S3 | U33 | i | m | V28 | G43 | T14 | A1 · A1 · N17 | Z3 |

| D4 · G30 | Z3 | r · N17 · Z1 · N21 | S3 | U33 | i | m | V28 | G43 | T14 | A1 · A1 · N17 | Z3 |

| G16 |

| G16 |

| D4 · G30 | Z3 | r · N17 · Z1 · N21 | S3 | U33 | i | m | V28 | G43 | T14 | A1 · A1 · N17 | Z3 |

| D4 · G30 | Z3 | r · N17 · Z1 · N21 | S3 | U33 | i | m | V28 | G43 | T14 | A1 · A1 · N17 | Z3 |

| G8 |

| G8 |

| nb | G54 | O29 · N37 · I9 | F8 |

| nb | G54 | O29 · N37 · I9 | F8 |

| G8 |

| G8 |

| nb | G54 | O29 · N37 · I9 | F8 |

| nb | G54 | O29 · N37 · I9 | F8 |

| C2 | C12 | N36 | E11 · n |

| C2 | C12 | N36 | E11 · n |

| C2 | C12 | N36 | E11 · n |

| C2 | C12 | N36 | E11 · n |

| C2 | C12 | N36 | E11 · n |

| C2 | C12 | N36 | E11 · n |

| C2 | C12 | N36 | E11 · n |

| C2 | C12 | N36 | E11 · n |

| C2 | C12 | N36 | E11 · n |

| C2 | C12 | N36 | E11 · n |

| C2 | C12 | N36 | E11 · n |

| C2 | C12 | N36 | E11 · n |

| C2 | C12 | N36 | E11 · n |

| C2 | C12 | N36 | E11 · n |

| C2 | C12 | N36 | E11 · n |

| C2 | C12 | N36 | E11 · n |

| A49 | C10 | N36 · n | R4 · t · p | D2 | Z1 |

| A49 | C10 | N36 · n | R4 · t · p | D2 | Z1 |

| A49 | C10 | N36 · n | R4 · t · p | D2 | Z1 |

| A49 | C10 | N36 · n | R4 · t · p | D2 | Z1 |

| A49 | C10 | N36 · n | R4 · t · p | D2 | Z1 |

| A49 | C10 | N36 · n | R4 · t · p | D2 | Z1 |

| A49 | C10 | N36 · n | R4 · t · p | D2 | Z1 |

| A49 | C10 | N36 · n | R4 · t · p | D2 | Z1 |

| A49 | C10 | N36 · n | R4 · t · p | D2 | Z1 |

| A49 | C10 | N36 · n | R4 · t · p | D2 | Z1 |

| A49 | C10 | N36 · n | R4 · t · p | D2 | Z1 |

| A49 | C10 | N36 · n | R4 · t · p | D2 | Z1 |

| A49 | C10 | N36 · n | R4 · t · p | D2 | Z1 |

| A49 | C10 | N36 · n | R4 · t · p | D2 | Z1 |

| A49 | C10 | N36 · n | R4 · t · p | D2 | Z1 |

| A49 | C10 | N36 · n | R4 · t · p | D2 | Z1 |

| N5 · U7 · n | p · t | V28 | R13 | R4 · t · p | V1 | D2 · Z1 | H6 | t · Z1 | R13 | S34 | U28 | S29 |

| N5 · U7 · n | p · t | V28 | R13 | R4 · t · p | V1 | D2 · Z1 | H6 | t · Z1 | R13 | S34 | U28 | S29 |

| N5 · U7 · n | p · t | V28 | R13 | R4 · t · p | V1 | D2 · Z1 | H6 | t · Z1 | R13 | S34 | U28 | S29 |

| N5 · U7 · n | p · t | V28 | R13 | R4 · t · p | V1 | D2 · Z1 | H6 | t · Z1 | R13 | S34 | U28 | S29 |

| N5 · U7 · n | p · t | V28 | R13 | R4 · t · p | V1 | D2 · Z1 | H6 | t · Z1 | R13 | S34 | U28 | S29 |

| N5 · U7 · n | p · t | V28 | R13 | R4 · t · p | V1 | D2 · Z1 | H6 | t · Z1 | R13 | S34 | U28 | S29 |

| N5 · U7 · n | p · t | V28 | R13 | R4 · t · p | V1 | D2 · Z1 | H6 | t · Z1 | R13 | S34 | U28 | S29 |

| N5 · U7 · n | p · t | V28 | R13 | R4 · t · p | V1 | D2 · Z1 | H6 | t · Z1 | R13 | S34 | U28 | S29 |

| N5 · U7 · n | p · t | V28 | R13 | R4 · t · p | V1 | D2 · Z1 | H6 | t · Z1 | R13 | S34 | U28 | S29 |

| N5 · U7 · n | p · t | V28 | R13 | R4 · t · p | V1 | D2 · Z1 | H6 | t · Z1 | R13 | S34 | U28 | S29 |

| N5 · U7 · n | p · t | V28 | R13 | R4 · t · p | V1 | D2 · Z1 | H6 | t · Z1 | R13 | S34 | U28 | S29 |

| N5 · U7 · n | p · t | V28 | R13 | R4 · t · p | V1 | D2 · Z1 | H6 | t · Z1 | R13 | S34 | U28 | S29 |

| N5 · U7 · n | p · t | V28 | R13 | R4 · t · p | V1 | D2 · Z1 | H6 | t · Z1 | R13 | S34 | U28 | S29 |

| N5 · U7 · n | p · t | V28 | R13 | R4 · t · p | V1 | D2 · Z1 | H6 | t · Z1 | R13 | S34 | U28 | S29 |

| N5 · U7 · n | p · t | V28 | R13 | R4 · t · p | V1 | D2 · Z1 | H6 | t · Z1 | R13 | S34 | U28 | S29 |

| N5 · U7 · n | p · t | V28 | R13 | R4 · t · p | V1 | D2 · Z1 | H6 | t · Z1 | R13 | S34 | U28 | S29 |